# Toma de Malolos
La Toma de Malolos (en filipino: Labanan para sa Malolos), también conocida como la batalla de Malolos, ocurrió el 31 de marzo de 1899 en Malolos, Bulacan, durante la Guerra entre Filipinas y Estados Unidos . La división del General Arthur MacArthur Jr. avanzó hacia Malolos a lo largo del Manila-Dagupan Railway. Para el 30 de marzo, las fuerzas estadounidenses avanzaban hacia Malolos. Mientras tanto, el gobierno de Aguinaldo trasladó su sede de Malolos a San Isidro, Nueva Ecija.

## Trasfondo
A pesar del fracaso del contraataque filipino para retomar Manila el 23 de febrero de 1899, los estadounidenses todavía veían su posición como insegura, ya que las fuerzas filipinas en Marikina todavía amenazaban Manila más que las fuerzas en Malolos. Entonces, esperaron refuerzos bajo General Henry Ware Lawton, que llegó entre el 10 y el 23 de marzo. Después de la llegada de Lawton, la fuerza estadounidense en general se dividió en dos divisiones: una bajo el mando de Arthur MacArthur Jr. y otro bajo Lawton. El 25 de marzo, la ofensiva estadounidense se reanudó bajo MacArthur, que intentó en vano rodear a los filipinos que se retiraban a Malolos. Entonces se decidió que se dirigiera a Malolos a través del Ferrocarril Manila-Dagupan. El 27 de marzo, los estadounidenses que avanzaban se enfrentaron a la fuerza de Aguinaldo en la Batalla del río Marilao, lo que resultó en una victoria estadounidense. Debido a la creciente presión de la ofensiva estadounidense y los oficiales del Ejército Republicano, Aguinaldo había reinstalado a Antonio Luna como Jefe de Operaciones de Guerra en Luzón Central el 28 de marzo. Entonces, fue Luna quien facilitó el Ejército Republicano Filipino durante el evento.

## Batalla
Después de descansar en Guiguinto, Bulacan, del 29 al 30 de marzo de 1899, la división estadounidense al mando de MacArthur avanzó hacia los suburbios de Malolos, llegando allí en la tarde del 30 de marzo. En la mañana del 31 de marzo, los estadounidenses realizaron un bombardeo de artillería durante 25 minutos. Según el relato del coronel (más tarde general) Funston, fue el primero en entrar en Malolos y su unidad fue  "disparado por una docena de hombres detrás de una barricada de piedras en la calle ". Los estadounidenses luego intercambiaron disparos con los filipinos en la plaza. Fue en ese momento que Funston y sus hombres vieron que la Presidencia (cuartel general) de Emilio Aguinaldo y el Salón del Congreso se habína incendiado. Esto animó los ánimos de los estadounidenses, que vitorearon antes de informar a su comandante de división, MacArthur, que Malolos era suyo para la toma. La historia oficial estadounidense describió a la Presidencia como un edificio de  "considerable belleza arquitectónica ". También señaló que el relato de Funston sobre el evento fue demasiado simplificado, afirmando que la resistencia filipina, que había durado casi dos horas, había sido "obstinada".
En una carta enviada por la Primera República Filipina a la Junta de Filipinas en Hong Kong (que luego fue dirigida por  Galicano Apacible) el 18 de abril de 1899, se declaró que la caída de Malolos no representó un impacto significativo en la capacidad de las fuerzas filipinas para librar la guerra contra los estadounidenses. También se afirmó que las guarniciones filipinas en el norte no podían ser retiradas para la defensa de la capital porque se sospechaba un desembarco estadounidense en Pangasinan y Tayabas. Los generales de la República creían que Malolos estaba lo suficientemente cerca de la costa para ser bombardeado por cañoneras estadounidenses, y que en lugar de avanzar para enfrentarlos, la mejor estrategia sería llevar a los estadounidenses al interior del país donde tendrían que hacerlo. dispersar sus fuerzas. Esto, a su vez, serviría para diluir la fuerza de los estadounidenses y mantener a las fuerzas filipinas fuera del alcance de los cañoneros estadounidenses.

## Resultado
La batalla en Malolos solo costó ocho vidas estadounidenses, con otros 105 heridos. Sin embargo, la historia oficial estadounidense señaló que toda la campaña para capturar la capital filipina del 25 al 31 de marzo, resultó en 56 estadounidenses muertos y 478 heridos. La apresurada campaña a Malolos fracasó principalmente en su objetivo de desmoralizar a los filipinos. Esto se demostró en la tercera semana de abril cuando, después de que MacArthur dejara Malolos para trasladarse a Pampanga vía Calumpit, los filipinos volvieron a ocupar Malolos. El movimiento de MacArthur resultaría posteriormente en la  Batalla de Calumpit.